# ドラッグフジイ
株式会社ドラッグフジイは、かつて富山県高岡市に本社を置いたドラッグストアチェーンである。2012年4月から5月にかけて店舗名を資本・業務提携しているウエルシア関東のブランドを付けたウエルシアフジイに順次変更し、同年9月1日付でウエルシア関東に吸収合併された。
店舗は富山県、石川県にある。2009年までは、マツモトキヨシと業務提携していた。

## 沿革
- 1947年9月 - 「藤井薬舗」として創業。当時は高岡市縄手町11-5に所在する個人店舗であった。
- 1980年3月 - 有限会社藤井薬局を設立。
- 1989年 -「くすりのフジイ」がドラッグフジイの1号店としてオープン。
- 1994年6月 - 調剤薬局1号店「ディスフジイ」開店。
- 1997年8月 - 現社名に変更。
- 2003年11月 - 本社社屋新築。
- 2009年
  - 2月 - 全21店舗展開していた新潟県から完全撤退（撤退店舗の一部は、ウエルシア関東が店舗を譲受した）
  - 7月 - マツモトキヨシと業務提携契約解消。
- 2012年
  - 4月 - 店舗名を5月までに「ウエルシアフジイ」（富山県内店舗）、「ウエルシア」（石川県内店舗）に順次変更。
  - 5月1日 - Tポイントを導入[3]。同時に「ウエルシアTポイントカード」の発行を開始し、従来のポイントカードは1年間のポイント清算移行期間（最終利用日から1年間）を経て廃止となる。
  - 9月1日 - 株式交換により、ウエルシア関東の親会社であるウエルシアホールディングスの完全子会社となり、ウエルシア関東へ吸収合併された[4]。